# روح‌الله ایزدخواه
روح‌الله ایزدخواه (زاده ۱۳۵۷ بیرجند) سیاستمدار ایرانی و نماینده دوره یازدهم و دوازدهم مجلس شورای اسلامی از حوزه انتخابیه تهران، ری، شمیرانات، اسلامشهر و پردیس است.
وی در یازدهمین دوره انتخابات مجلس شورای اسلامی با کسب ۷۸۴ هزار و ۴۵۶ رأی توانست به عنوان نفر چهاردهم از حوزه انتخابیه تهران، ری، شمیرانات، اسلامشهر و پردیس از استان تهران انتخاب گردد.